# クレイン・ルトマンの定理
数学の関数解析学の分野におけるクレイン・ルトマンの定理（クレイン・ルトマンのていり、英: Krein–Rutman theorem）とは、1948年に数学者のクレインとルトマンにより証明された定理のことである。 ペロン・フロベニウスの定理の無限次元バナッハ空間への一般化として知られている。

## 定理の内容
X をバナッハ空間とし、その部分集合 K (⊂X) を、K-K が空間 X において稠密であるような凸錐とする。T:X→X を、ゼロでない正の（すなわち T(K)⊂K が成立する）コンパクト作用素とし、そのスペクトル半径 r(T) は正であるとする。
この時、そのスペクトル半径 r(T) は作用素 T の固有値であり、それに対応する正の固有ベクトルが存在する。すなわち T(u)=r(T)u を満たすような u∈K\0 が存在する。

## デ・パグターの定理との関係
正作用素 T がイデアル既約であるなら、すなわち T J⊂J となるような X のイデアル J≠0 が存在しないなら、デ・パグターの定理によりスペクトル半径 r(T) は正となる。
したがって、イデアル既約であるような作用素 T に対しては、 r(T) が正であると仮定をしなくても、クレイン・ルトマンの定理が適用されうることが分かる。